# برانش تي. ارتشر
برانش تي. ارتشر هو دبلوماسي وسياسي أمريكي، ولد في 13 ديسمبر 1790 في مقاطعة فاوكواير في الولايات المتحدة، وتوفي في 22 سبتمبر 1856 في برازوريا في الولايات المتحدة. انتخب عضو مجلس نواب فرجينيا ‏ وانتخب عضو مجلس نواب تكساس ‏ وانتخب Speaker of the Texas House of Representatives ‏.